# اچ‌تی‌سی تایتان
اچ‌تی‌سی تایتان (به انگلیسی: HTC Titan) تلفن همراه هوشمند عرضه‌شده به‌وسیلهٔ شرکت اچ‌تی‌سی است که مبتنی بر سیستم‌عامل ویندوز فون ۷٬۵ می‌باشد. این گوشی با نام‌های دیگر HTC Eternity، HTC Bunyip و HTC Ultimate نیز شناخته می‌شود.